# Aéroport international de Dallas-Fort Worth
Pour les articles homonymes, voir DFW.
L'aéroport international de Dallas-Fort Worth (code IATA : DFW • code OACI : KDFW) se situe à mi-chemin entre les villes de Dallas et Fort Worth, dans l'État du Texas aux États-Unis. Il s'étend sur les comtés de Dallas et Tarrant. Il s'étend sur les villes de Dallas, Irving, Euless, Grapevine  et Coppell. C'est le huitième aéroport mondial quant au trafic de passagers, avec plus de 56,9 millions qui y ont transité en 2010 et le quatrième aéroport au monde en nombre de mouvements d'avions, avec 652 261 atterrissages et décollages. Avec 73,15 km2, l'aéroport international de Dallas-Fort Worth est le plus grand en superficie du Texas, le deuxième des États-Unis après Denver et le troisième au monde. Il est le neuvième aéroport pour les vols internationaux aux États-Unis et deuxième au Texas après Houston. Il égale l'aéroport international O'Hare de Chicago pour le nombre de pistes avec sept, mais il est l'aéroport avec le plus grand nombre de pistes parallèles au monde. 
L'aéroport international de Dallas-Fort Worth constitue le principal hub d'American Airlines et d'American Eagle. Avec 745 départs quotidiens, American Airlines opère 85 % de ses vols à partir de l’aéroport international Dallas-Fort Worth.

## Histoire
La construction de cet aéroport a commencé en 1969. En 1972, la construction des pistes débute. Le 13 janvier 1974 a lieu l'ouverture officielle de l'aéroport en recevant le vol 341 d'American Airlines en provenance de Little Rock en Arkansas. En 1979, American Airlines déménage son siège social de New York à Fort Worth, tout juste à côté de l'aéroport. En 1985, il change de nom et devient officiellement l'aéroport international de Dallas-Fort Worth. En 1989, il est le 2e aéroport mondial le plus achalandé avec 48 millions de passagers annuellement. En 1994, célébration du vingtième anniversaire d'ouverture de l'aéroport et la FAA ouvre deux nouvelles tours de contrôle, Dallas-Fort Worth est le seul aéroport au monde à avoir 3 tours de contrôle. Le 22 mai 2005, mise en service du Skylink, le nouveau tram haute vitesse de l'aéroport construit par Bombardier qui reliera les différents terminaux. Le 23 juillet 2005, ouverture du nouveau terminal international D, coût des travaux 1,2 milliard de dollars.

## Situation

### Carte des 30 principaux aéroports américains
| \| 500 km1:17 479 000 \| Atlanta Los Angeles Chicago · O'Hare Chicago · Midway Dallas · Fort Worth New York · JFK Newark · Liberty New York-LaGuardia Denver San Francisco Charlotte Las Vegas Phoenix Miami Houston Seattle Orlando Minneapolis · Saint-Paul Boston Détroit Philadelphie Fort Lauderdale · Hollywood Baltimore Washington · R. Reagan Washington · Dulles Salt Lake City San Diego Honolulu Tampa Portland |
| 500 km1:17 479 000 |

| Abilene Austin Beaumont Corpus Christi Dallas Love Dallas-Fort Worth East Texas Easterwood El Paso Houston · George-Bush Houston-Hobby Killeen · Fort Hood Laredo Lubbock Preston Smith McAllen Miller Midland Rick Husband Amarillo San Angelo San Antonio Tyler Pounds Valley Victoria Waco Wichita Falls |

## Statistiques
Le graphique qui aurait dû être présenté ici ne peut pas être affiché car il utilise l'ancienne extension Graph, désactivée pour des questions de sécurité. Des indications pour créer un nouveau graphique avec la nouvelle extension Chart sont disponibles ici.

Voir la requête brute et les sources sur Wikidata.

## Compagnies aériennes et destinations
| Compagnies               | Destinations | Refs   |
| ------------------------ | --- | ------ |
| Aeroméxico Connect       | Mexico-B. Juárez | [ 4 ]  |
| Air Canada               | Montréal (P.-E.-Trudeau), Toronto (Pearson) | [ 5 ]  |
| Air France               | Paris-Charles de Gaulle |        |
| Alaska Airlines          | Portland, Seattle-Tacoma | [ 6 ]  |
| American Airlines        | - Albany, - Albuquerque, - Aruba-Reine-Beatrix, - Asheville, - Atlanta H.-Jackson, - Austin-Bergstrom, - Bakersfield-Meadows Field (en), - Baltimore-T. Marshall, - Belize City-P. S. W. Goldson, - Bogota-El Dorado, - Boise, - Boston Logan, - Bozeman Yellowstone (en), - Buffalo-Niagara, - Burbank-Hollywood, - Calgary, - Cancún, - Cedar Rapids, - Charleston, - Charlotte-Douglas, - Chicago-O'Hare, - Cincinnati-Northern Kentucky, - Cleveland-Hopkins, - Colorado Springs, - Columbia Metropolitan, - John Glenn Columbus, - Cozumel, - Denver, - Des Moines, - Fort Walton-Nord Floride, - Détroit, - Dublin, - Durango, - El Paso, - Eugène, - Fort Lauderdale-Hollywood, - Fort Myers, - Francfort, - Fresno Yosemite, - Grand Cayman-O. Roberts, - Grand Rapids-G. R. Ford, - Greensboro (en), - Greenville-Spartanburg, - Guadalajara-M. Hidalgo y Costilla, - Guatemala-La Aurora, - Harrisburg (Middletown), - Hartford-Bradley, - Honolulu, - Houston-George Bush, - Indianapolis, - Jackson Hole, - Jacksonville, - Kahului, - Kansas City, - Key West, - Knoxville-McGhee Tyson (en), - Lambert-Saint Louis, - La Nouvelle-Orléans-L. Armstrong, - Las Vegas-Harry-Reid, - León-Guanajuato (Bajio), - Lexington-Blue Grass (en), - Liberia-D.-Oduber, - Little Rock-Clinton, - Londres-Heathrow, - Los Angeles, - Los Cabos, - Louisville-Standiford Field, - Lubbock Preston Smith (en), - Madison (comté de Dane), - Madrid-Barajas, - Mazatlán, - Miller (en), - Memphis, - Mérida C. Rejón, - Mexico-B. Juárez, - Miami, - Milwaukee-General Mitchell, - Minneapolis-Saint-Paul, - Montego Bay-Donald Sangster, - Monterey (Californie), - Monterrey-M. Escobedo, - Montréal (P.-E.-Trudeau), - Montrose (en), - Morelia, - Nashville, - Newark-Liberty, - New York-John F. Kennedy, - New York-LaGuardia, - Nord-ouest de l'Arkansas, - Norfolk, - Oaxaca-Xoxocotlán, - Oklahoma City (Will Rogers-World), - Omaha-Eppley, - Ontario, - Santa Ana-J. Wayne, - Orlando, - Palm Beach, - Palm Springs, - Paris-Charles de Gaulle, - Pensacola, - Philadelphie, - Phoenix-Sky Harbor, - Pittsburgh, - Portland, - Puerto Vallarta, - Punta Cana, - Querétaro, - Raleigh-Durham, - Reno-Tahoe, - Richmond-Byrd Field, - Roatán-J. M. Gálvez, - Rome Léonard-de-Vinci/Fiumicino, - Sacramento, - Charlotte Amalie - Cyril E. King, - Salt Lake City, - San Antonio, - San Diego, - San Francisco, - San José (Californie), - San José-J. Santamaría, - San Juan - Luis-Muñoz-Marín, - San Luis Obispo (en), - San Luis Potosí, - San Salvador-M. O. A. Romero y Galdámez, - Santa Barbara (en), - São Paulo/Guarulhos, - Sarasota-Bradenton, - Savannah, - Seattle-Tacoma, - Séoul-Incheon, - Shanghai-Pudong, - Sioux Falls, - Spokane, - Syracuse-Hancock, - Tampa, - Tokyo-Haneda, - Tokyo-Narita, - Toronto (Pearson), - Tucson, - Tulsa (en), - Tulum, - Vancouver, - Washington-Dulles, - Washington-Reagan, - Wichita, - Wilmington (en) En saison : - Amsterdam, - Anchorage-T.-Stevens, - Auckland, - Barcelone-El Prat, - Brisbane, - Buenos Aires-Ezeiza, - Comayagua, - Gunnison–Crested Butte (en), - Kalispell (en), - Kona, - Missoula, - Nassau L. Pindling, - Plages du nord-ouest de la Floride, - Portland (Maine), - Providenciales, - Rapid City, - Redmond (Roberts Field) (en), - Rio de Janeiro/Galeão, - Santiago du Chili-A.-M.-Benítez, - Traverse City-Cherry Capital, - Yampa Valley (en) | [ 7 ]  |
| American Eagle           | - Abilene, - Aguascalientes, - Albuquerque, - Alexandria, - Amarillo-Rick Husband (en), - Appleton-Outagamie, - Asheville, - Aspen, - Atlanta H.-Jackson, - Augusta (en), - Austin-Bergstrom, - Baton Rouge, - Jefferson, - Billings Logan, - Birmingham-Shuttlesworth, - Bismarck, - Brownsville/South Padre Island (en), - Cedar Rapids, - Central Illinois, - Charleston, - Chattanooga (en), - Chihuahua-R. Fierro V, - Colorado Springs, - Columbia, - Corpus Christi, - Dayton, - Denver, - Des Moines, - Durango-Comté de La Plata (en), - Easterwood Field, - El Paso, - Evansville (en), - Fargo-Hector, - Fayetteville (en), - Flagstaff Pulliam (en), - Fort Smith (en), - Fort Wayne (en), - Fort Walton-Nord Floride, - Gainesville, - Garden City (en), - Grand Island, - Grand Junction (en), - Grand Rapids-G. R. Ford, - Greensboro (en), - Greenville-Spartanburg, - Gulfport-Biloxi, - Harlingen-Valley International (en), - Houston-W. P. Hobby, - Houston-George Bush, - Huntsville (en), - Idaho Falls (en), - Jackson-Evers, - John Glenn Columbus, - Kansas City, - Knoxville-McGhee Tyson (en), - Lafayette, - Lambert-Saint Louis, - Lake Charles (en), - Laredo (en), - Lawton-Fort Sill, - León-Guanajuato (Bajio), - Lexington-Blue Grass (en), - Little Rock-Clinton, - Longview (Gregg County), - Louisville-Standiford Field, - Lubbock Preston Smith (en), - Manhattan (en), - Miller (en), - Memphis, - Midland, - Mobile-Bates Field, - Moline (Quad-City) (en), - Monroe (en), - Monterrey-M. Escobedo, - Montgomery (Dannelly Field), - Montrose (en), - Morelia, - Nashville, - La Nouvelle-Orléans-L. Armstrong, - Nord-ouest de l'Arkansas, - Oklahoma City (Will Rogers-World), - Omaha-Eppley, - Plages du nord-ouest de la Floride, - Pensacola, - Greater Peoria (en), - Provo (en), - Rapid City, - Robert Gray AAF, - Roswell (Industrial Air Center), - San Angelo (Mathis Field), - San Antonio, - Santa Fe, - Aérodrome de Shreveport (en), - Sioux Falls, - South Bend (Indiana) (en), - Springfield–Branson (en), - Stillwater (en), - Tallahassee, - Texarkana, - Torreón, - Trois-Cités (en) , - Tulsa (en), - Tyler (Pounds Field) (en), - Veracruz-H. Jara, - Waco, - Wichita, - Wichita Falls (Sheppard AFB), - Willard, - Wilmington (en), - Yuma (en), - Zacatecas-L. C. Ruiz En saison : - Acapulco-J. N. Álvarez, - Burlington, - Hilton Head Island, - Huatulco, - Ixtapa/Zihuatanejo, - Kalispell (en), - Loreto, - Manzanillo, - Mérida C. Rejón, - Myrtle Beach, - St. George (en), - Santa Rosa, CA | [ 7 ]  |
| Avianca El Salvador      | San Salvador-M. O. A. Romero y Galdámez | [ 10 ] |
| Blue Panorama Airlines   | Bologne-Borgo Panigale,Milan-Malpensa, Rome Léonard-de-Vinci/Fiumicino |        |
| Breeze Airways           | Provo (en) |        |
| British Airways          | Londres-Heathrow | [ 11 ] |
| Contour Airlines         | Fort Leonard Wood (Forney AAF), Greenville |        |
| Delta Air Lines          | - Atlanta H.-Jackson, - Boston Logan, - Détroit, - Los Angeles, - Minneapolis-Saint-Paul, - New York-John F. Kennedy, - New York-LaGuardia, - Salt Lake City, - Seattle-Tacoma |        |
| Denver Air Connection    | Clovis Municipal Airport (en) |        |
| Emirates                 | Dubaï | [ 12 ] |
| Finnair                  | Helsinki-Vantaa |        |
| Frontier Airlines        | - Baltimore-T. Marshall, - Charlotte-Douglas, - Chicago-Midway, - Chicago-O'Hare, - Denver, - Détroit, - Fort Myers, - Grand Rapids-G. R. Ford, - Houston-George Bush, - Indianapolis, - Jacksonville, - Lambert-Saint Louis, - Las Vegas-Harry-Reid, - Los Angeles, - Miami, - Minneapolis-Saint-Paul, - Nashville, - New York-LaGuardia, - Omaha-Eppley, - Santa Ana-J. Wayne, - Orlando, - Pittsburgh, - Philadelphie, - Phoenix-Sky Harbor, - Portland, - Puerto Vallarta, - Raleigh-Durham, - Sacramento, - Salt Lake City, - San Diego, - San Francisco, - Seattle-Tacoma, - Tampa En saison : - Atlanta H.-Jackson, - Cancún, - Cincinnati-Northern Kentucky, - Cleveland-Hopkins, - Ontario, - San Juan - Luis-Muñoz-Marín |        |
| Iberia                   | Madrid-Barajas |        |
| Japan Airlines           | Tokyo-Haneda |        |
| JetBlue                  | Boston Logan | [ 13 ] |
| Korean Air               | Séoul-Incheon | [ 14 ] |
| Lufthansa                | Francfort | [ 15 ] |
| Qantas                   | Melbourne-Tullamarine, Sydney-K. Smith | [ 16 ] |
| Qatar Airways            | Doha-Hamad | [ 17 ] |
| Southern Airways Express | El Dorado (Goodwin Field) (en), Harrison (Boone County) (en), Hot Springs (Memorial Field) (en) | [ 18 ] |
| Spirit Airlines          | - Atlanta H.-Jackson, - Baltimore-T. Marshall, - Boston Logan, - Cancún, - Charlotte-Douglas, - Chicago-O'Hare, - John Glenn Columbus, - Détroit, - Fort Lauderdale-Hollywood, - Houston-George Bush, - Kansas City, - La Nouvelle-Orléans-L. Armstrong, - Las Vegas-Harry-Reid, - Los Angeles, - Memphis, - Miami, - Milwaukee-General Mitchell, - Newark-Liberty, - New York-LaGuardia, - Orlando, - Philadelphie, - Phoenix-Sky Harbor, - San Antonio, - San José (Californie), - San Juan - Luis-Muñoz-Marín, - Tampa En saison : Los Cabos, Myrtle Beach, San Diego |        |
| Sun Country Airlines     | Minneapolis-Saint-Paul En saison : Cancún, Las Vegas-Harry-Reid, Puerto Vallarta, Punta Cana |        |
| Turkish Airlines         | Istanbul |        |
| United Airlines          | - Chicago-O'Hare, - Denver, - Houston-George Bush, - Newark-Liberty, - San Francisco, - Washington-Dulles | [ 19 ] |
| United Express           | Denver, Houston-George Bush |        |
| Viva Aerobus             | León-Guanajuato (Bajio), Mexico-B. Juárez, Monterrey-M. Escobedo |        |
| Volaris                  | Guadalajara-M. Hidalgo y Costilla, Mexico-B. Juárez |        |

Édité le 08/06/2019  Actualisé le 11/06/2024

## Projet

### Nouveau Terminal F
Le 20 mai 2019, l'aéroport a annoncé la construction d'un sixième terminal, appelé Terminal F. Il sera situé directement au sud du terminal D et en face d'International Parkway depuis le terminal E, dans le parking Express South. Le Skylink a été conçu et construit pour accueillir le terminal F, car la piste suit un chemin à peu près semi-circulaire sur le parking, similaire à son chemin à travers les autres terminaux.

## Accès
L'aéroport est accessible via la station CentrePort/DFW Airport Station du Trinity Railway Express, une ligne ferroviaire de la Dallas/Fort Worth mass transit system. En décembre 2013, l'aéroport sera relié par la nouvelle ligne orange du DART (Dallas Area Rapid Transit) celle-ci reliera l'aéroport au centre-ville de Dallas.

## Prix
L'aéroport international de Dallas-Fort Worth a été nommé 2e meilleur aéroport mondial dans la catégorie de plus de 40 millions de passagers en 2008 par le Conseil international des aéroports, ainsi que meilleur aéroport nord-américain par Skytrax en 2009. De plus, il a été élu meilleur aéroport nord-américain à la cérémonie des World Travel Awards en 2009.

## Galerie
|  |

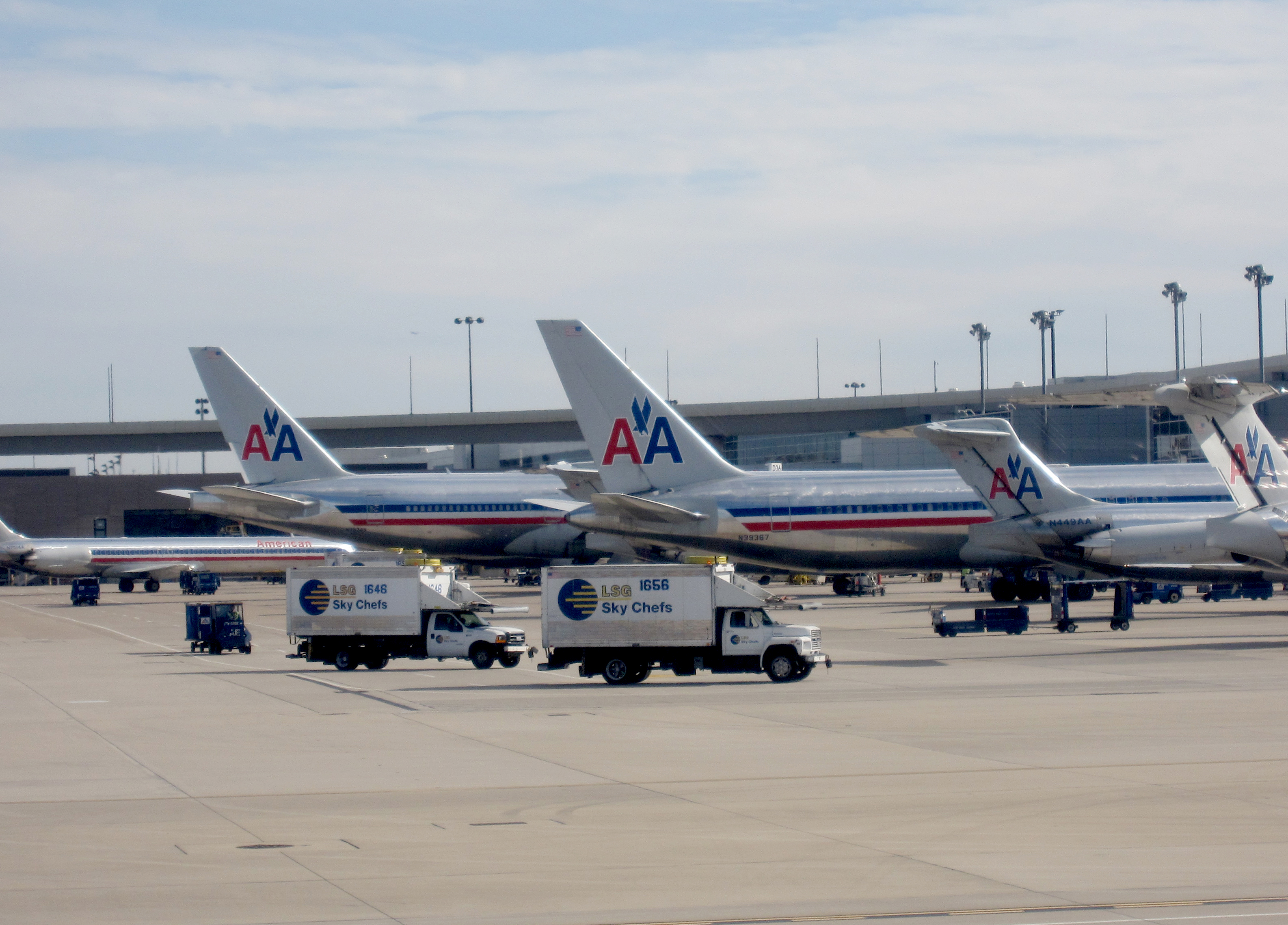
Flotte d'American Airlines au Terminal D.
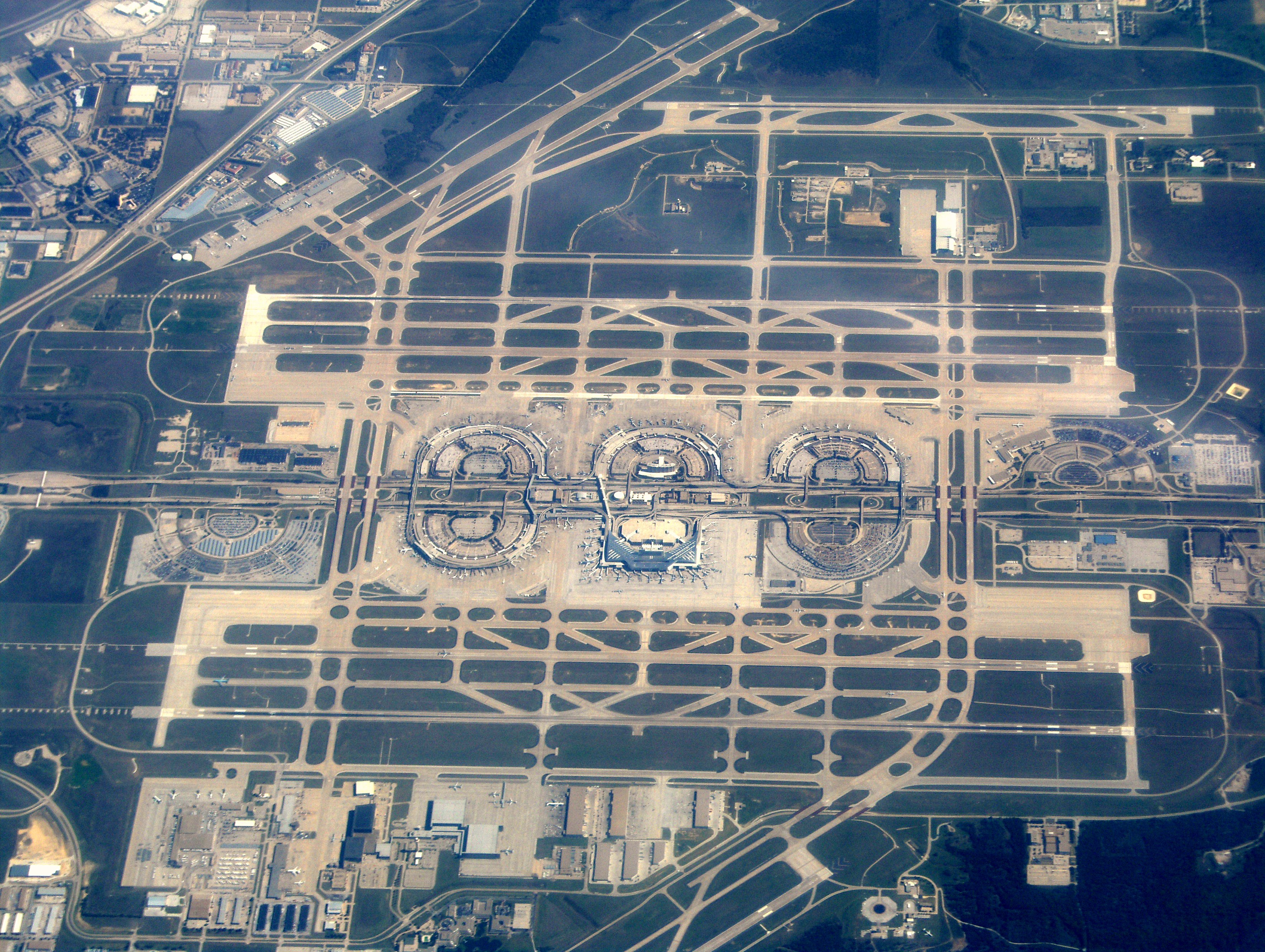
Vue générale sur DFW.
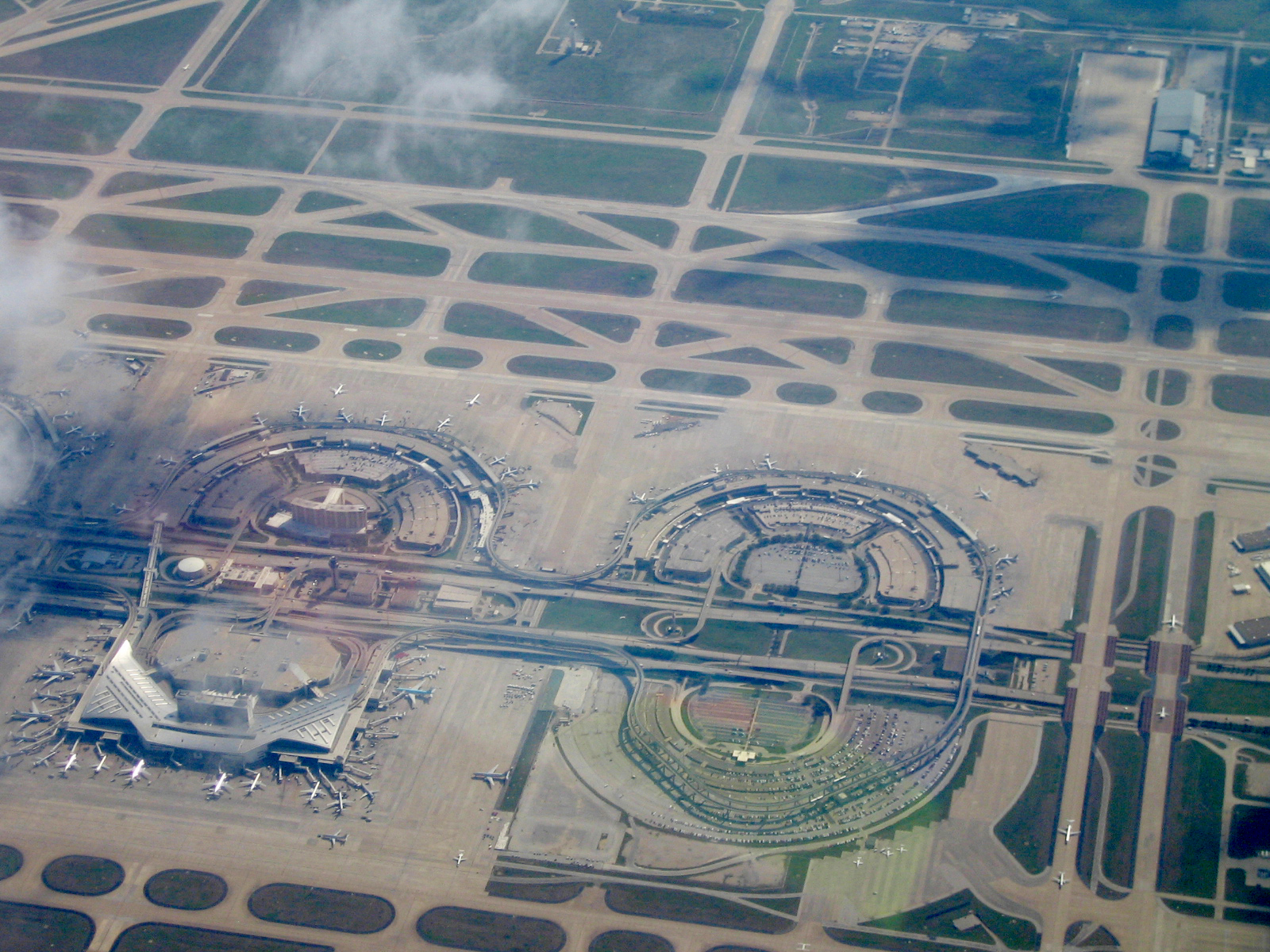
Vue rapproché sur DFW.
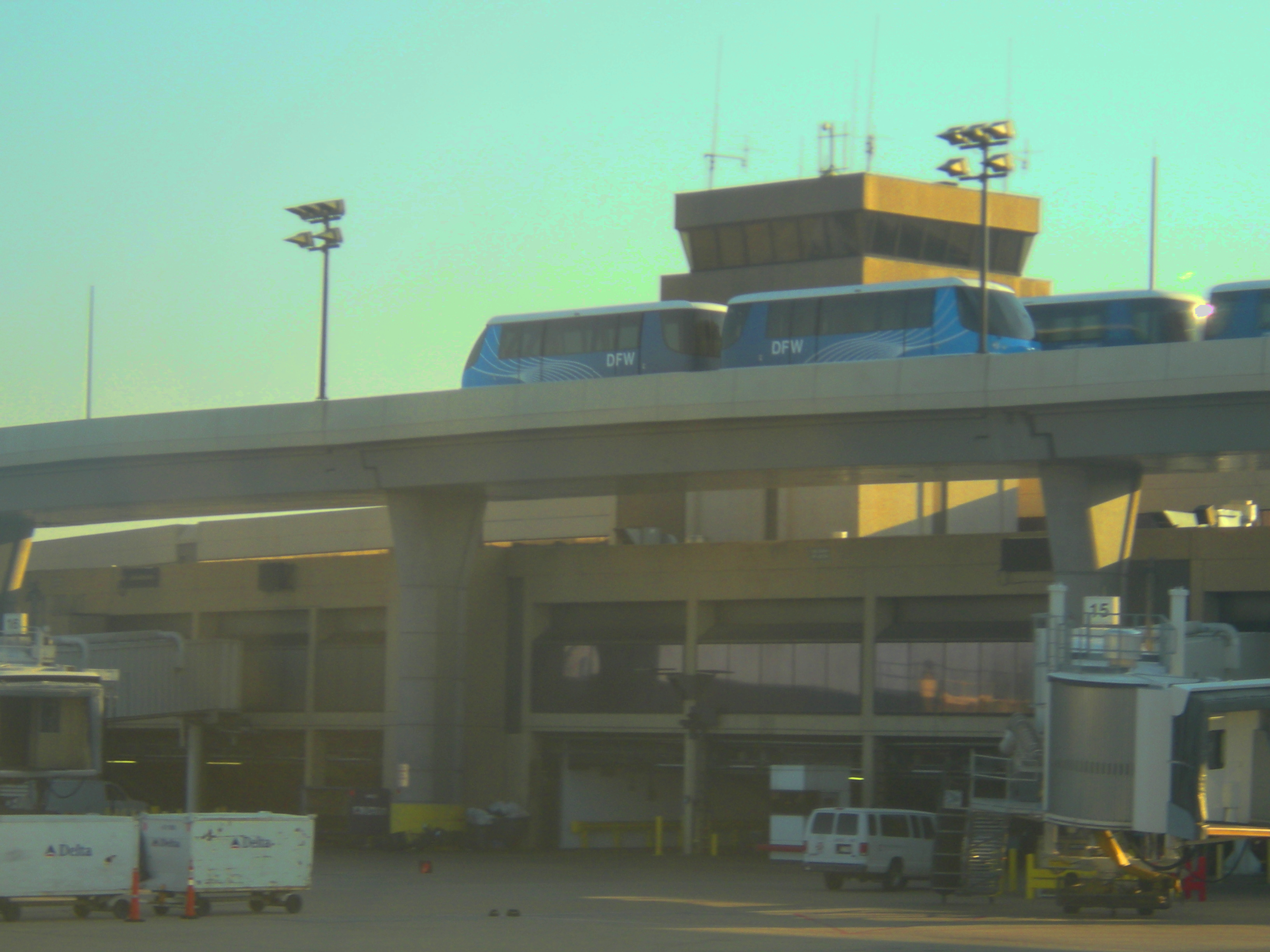
Skylink.